# Mk 22 3インチ砲

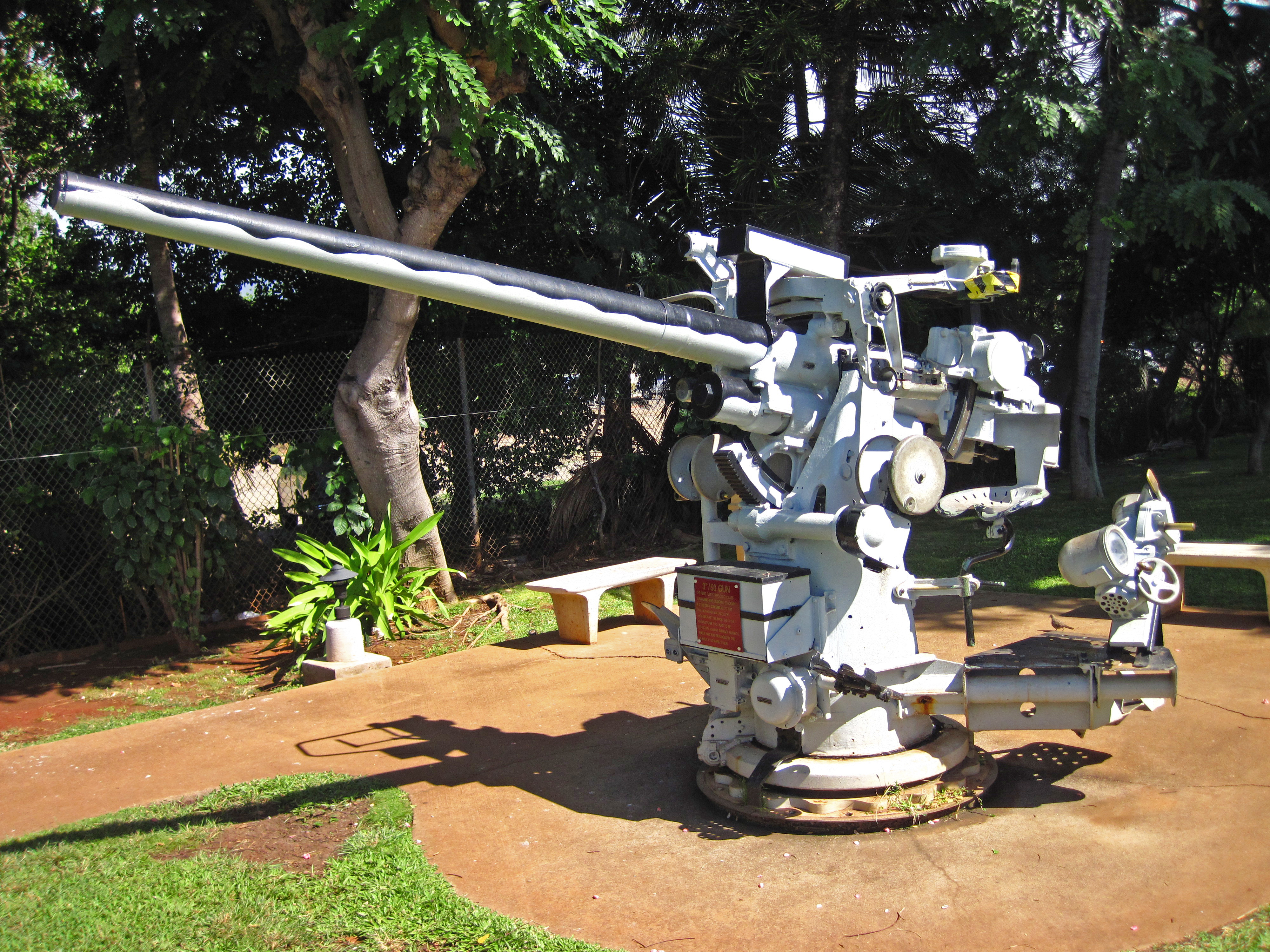

Mk.22 3インチ単装緩射砲は、アメリカ合衆国が開発した艦載砲システム。アメリカ海軍では、第二次世界大戦中盤より装備化され、駆逐艦、護衛駆逐艦やフリゲート、その他補助艦艇などに広く搭載された。

## 概要
Mk.21砲身および単装のMk.22砲座により構成される砲システムであり、装填は完全手動式による。射撃指揮は、主としてMk.14/15照準器、ないしこれを発展させたMk.51 射撃指揮装置（GFCS）によって行なわれた。
また、非軍事化された連合国軍占領下の日本において、唯一の洋上実力組織として1948年（昭和23年）に創設された海上保安庁でも、最大口径の火砲として装備化された。1952年（昭和27年）末から1953年（昭和28年）にかけて、450トン型巡視船「しきね」に本砲を搭載して運用試験を行なったのち、同年から1955年（昭和30年）にかけて、20mm単装機銃101基、40mm単装機銃32基とともに本砲33基が貸与された。1955年（昭和30年）、MSA協定の発効に伴い、これらの貸与兵器は供与に切りかえられた。
その後、海上保安庁から独立した海上自衛隊でも、アメリカ合衆国からの供与艦に搭載されていたものが装備化されていたほか、日本製鋼所でライセンス生産したものを54式76ミリ50口径砲として運用しており、これらは、戦後に出現した半自動砲であるMk.33/34 3インチ速射砲（ラピッド・ファイア）に対して緩射砲（スロー・ファイア）と通称された。
旧式化に伴い、既にアメリカ海軍・沿岸警備隊や海上保安庁での運用は終了しているが、アメリカからの供与による「ラジャ・フマボン」が就役中のフィリピン海軍では運用を継続している。また、スペイン海軍では1991年に就役したセルビオーラ級哨戒艦に搭載されており、本砲を装備した艦船としては最も新しいものである。海上自衛隊でも艦載砲としては既に運用終了しているが、くす型護衛艦より撤去した本砲3門を1962年（昭和37年）より観音崎礼砲台に設置して、礼砲として運用している。

## 仕様
諸元
- 種別: 後装式ライフル砲
- 口径: 76mm
- 砲身長: 50 口径長
- 重量: 3.5 t (7,700 lb)

作動機構
- 作動方式: 全手動式
- 砲尾: 垂直鎖栓式

性能
- 俯仰角: -15~+85度
- 旋回角: 360度
- 初速: 808m/s
- 有効射程: 8.95 km (4.83 nmi)（対水上射撃）
- 最大射程: 12.8 km (6.9 nmi)
- 発射速度: 20発/分

砲弾・装薬
- 弾薬: 完全弾薬筒
- 砲弾: 5.93kg

## 搭載艦艇
アメリカ海軍
- エヴァーツ級護衛駆逐艦
- バックレイ級護衛駆逐艦
- キャノン級護衛駆逐艦
  -  初代あさひ型護衛艦
  -  「ラジャ・フマボン」
- エドサル級護衛駆逐艦
- タコマ級フリゲート
  -  くす型護衛艦
  -  豆満級フリゲート
- ベラトリクス級攻撃貨物輸送艦
- アンドロメダ級攻撃貨物輸送艦
- プレジデント・ジャクソン級攻撃輸送艦
- クレセント・シティ級攻撃輸送艦
- アーサー・ミドルトン級攻撃輸送艦
- フレデリック・ファンストン級攻撃輸送艦
- マンリー級高速輸送艦
- 上陸支援艇（LSSL）
  -  ゆり型警備艇

 アメリカ沿岸警備隊
- セティス級カッター（165フィート(B)型WPC）
- リライアンス級カッター

 スペイン海軍
- アトレヴィダ級コルベット（後日装備）
- セルビオーラ級哨戒艦

 デンマーク海軍
- ヴィスビョーネン級フリゲート（デンマーク語版）
- トリトン級コルベット

 海上自衛隊
- 護衛艦「あけぼの」（28DE）
- いかづち型護衛艦（28DE）
- 敷設艦「つがる」（28ARC）
- 訓練支援艦「あづま」（42ATS）

 海上保安庁
- 「みうら」（700トン型; PL-01）
- だいおう型巡視船（700トン型）
- あわじ型巡視船（450トン型）
- れぶん型巡視船（450トン型）
- ちふり型巡視船（改450トン型）
- おじか型巡視船（海防艦型）
- 「こじま」（1,100トン型; PL-21）
- えりも型巡視船（改900トン型）

## 登場作品

### 映画
『眼下の敵』
架空のバックレイ級護衛駆逐艦「ヘインズ」の搭載兵器として登場。浮上したUボートIX型に対して使用される。
撮影には、アメリカ海軍の全面協力で実物が使用されている。
『トラ・トラ・トラ!』
真珠湾に停泊するアメリカ海軍艦艇に搭載されたものが、真珠湾攻撃時に襲来してくる日本海軍の航空機群に対して使用される。
撮影には、アメリカ海軍の全面協力で実物が使用されている。

### テレビドラマ
『ウルトラQ』
第21話にて、ちふり型巡視船「しきね」に搭載されたものが、旅客船を襲撃しようとするボスタングに対して使用される。
撮影には、海上保安庁の全面協力で実物が使用されている。